# Juvenile Jungle (film)
 (décembre 2023).
Ne doit pas être confondu avec Passions juvéniles.

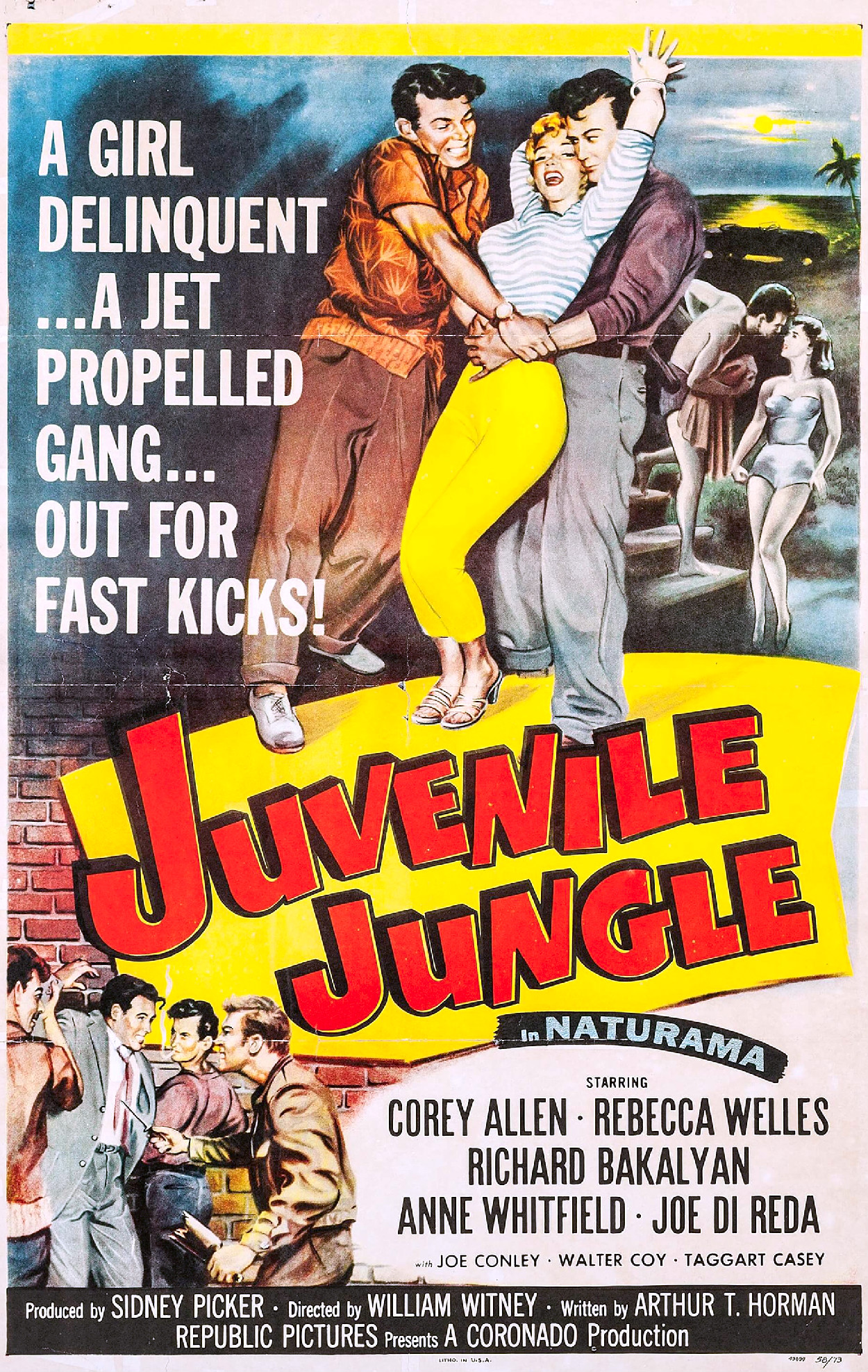
Affiche pour Juvenile Jungle

Juvenile Jungle est un film policier américain de 1958 réalisé par William Witney et écrit par Arthur T. Horman. 
Le film met en vedette Corey Allen, Rebecca Welles, Richard Bakalyan, Anne Whitfield, Joe Di Reda et Joe Conley. Le film est sorti le 24 avril 1958 sur les écrans de Republic Pictures.

## Synopsis
Un enlèvement planifié tourne mal lorsque le chef du gang tombe amoureux de la victime.

## Distribution
- Corey Allen : Hal McQueen
- Rebecca Welles : Glory
- Richard Bakalyan : Tic-Tac
- Anne Whitfield : Carolyn Elliot
- Joe Di Reda : Monte
- Joe Conley : Duke
- Walter Coy : John Elliot
- Taggart Casey : Lt. Milford
- Hugh Lawrence : Officer Ed Ellis
- Leon Tyler : Ballpark usher
- Harvey Grant : Pete
- Louise Arthur : Mrs. Elliot